# Maria Branwell
Maria Branwell, född 15 april 1783 i Penzance i Cornwall, död 15 september 1821 i Haworth i West Yorkshire, var mor till de brittiska författarna Emily Brontë, Anne Brontë, Charlotte Brontë samt deras bror, Branwell Brontë, som var poet och målare.

## Biografi
Maria Branwell föddes i Penzance i Cornwall i England och var det åttonde barnet av tolv, dotter till Thomas Branwell och Anne Carne. Endast fem döttrar och en son levde till vuxen ålder. Thomas Branwell var en framgångsrik affärsman och ägde många fastigheter runt om i staden. Männen i Branwellfamiljen tog del i stadens offentliga rum, flera var borgmästare på 1800-talet, andra hade befattningar inom kommunförvaltningen.
Familjen var prominenta metodister, Thomas syster och två av hans döttrar gifte sig med män verksamma i kyrkan. Tillsammans med familjen Carne och andra, initierade de och uppbyggde det första Wesleyanska Metodistkapellet i Penzance.

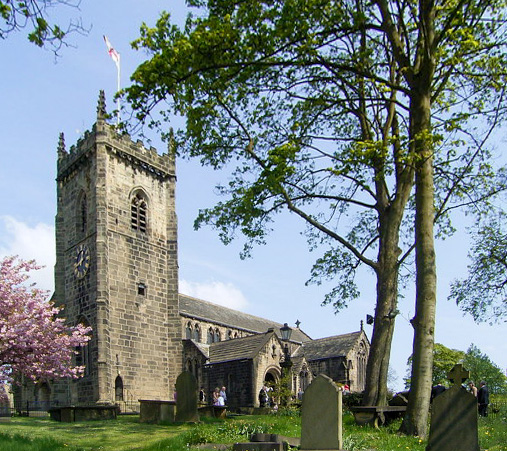
Branwell gifte sig med Patrick Brontë i St. Oswald's kyrka i Guiseley.

Maria Branwell träffade Patrick Brontë 1812 under ett besök hos sin faster Jane och farbror John Fennel i Yorkshire efter fyra dödsfall i familjen mellan 1808 och 1812. Två av de bortgångna var hennes mor och far. Maria Branwell flyttade till sin faster för att hjälpa henne med skötseln av hushållet i en ny metodistskola. John Fennel, en före detta skollärare och metodistlärare i Penzance och Wellington, Shropshire, utnämndes 1812 till rektor i den nyligen öppnade Woodhouse Grove School i Rawdon, en skola för sönerna till präster i Metodistkyrkan. Patrick Brontë hade under sin kyrkliga tjänstgöring i Wellington lärt känna John Fennel i de Wesleyanska kretsarna i Shropshire. När Fennel inviterades till metodistkyrkans ledning i Yorkshire, behövde han externa examinatorer för sina elever och erbjöd Patrick Brontë att ta den rollen i Woodhouse Grove. För Maria Branwell och Patrick Brontë var det "kärlek vid första ögonkastet" och de gifte sig inom ett år. Vigseln förrättades 29 december 1812 i församlingskyrkan St. Oswalds Church i Guiseley av gemensamma vännen pastor William Morgan som, på samma dag, vigde Jane och John Farrels dotter, Jane Branwell Fennel. Som det anstår en sammansvetsad familj som Branwells, gifte sig Marias yngsta syster Charlotte, på samma dag och tid med sin kusin Joseph Branwell i församlingskyrkan Madron i Cornwall.
Parets första hem var Clough House i Hightown. Deras första två barn föddes där, Maria 1813 eller 1814 och Elizabeth 1815. Deras andra hem låg i Thornton där resten av barnkullen föddes: Charlotte 1816, Patrick Branwell 1817, Emily Jane 1818, och Anne 1820, då familjen Brontë flyttade till Haworth. Efter flytten fick Maria Brontë äggstockscancer och dog sju och en halv månad senare efter en längre plågsam sjukdomstid. Hennes yngsta dotter Anne var bara tjugo månader gammal.

## Skrifter
Det enda Maria skrev förutom brev var den cirka 1500 ord långa essän "The Advantages of Poverty, In Religious Concerns". Essän finns i boken "Life and Letters" av Clement Shorter.